# Loge La Vertu
La Vertu is de oudste vrijmetselaarsloge van Leiden, opgericht in 1757. Als nummer 7 is de loge een van de oudste van Nederland.

## Geschiedenis
La Vertu is opgericht in 1757. Vanaf de oprichting waren zeer verschillende mensen lid. Dat is tot op de dag van vandaag zo. Het logegebouw is in de Tweede Wereldoorlog van binnen vrijwel geheel verwoest door de bezetter. De loge heeft zich tot diep in de twintigste eeuw ingezet voor het algemeen nut, bijvoorbeeld met een bank die minikredieten verstrekte.

## Lidmaatschap
Voor het lidmaatschap van de Loge is de toelating als lid van de Orde van Vrijmetselaren onder het Grootoosten der Nederlanden vereist, omdat het lidmaatschap van de Loge samenvalt met het lidmaatschap van de Orde van Vrijmetselaren. Men wordt daadwerkelijk lid van de Loge door een inwijding of door overschrijving van een andere Loge.
Als iemand lid wil worden moet hij de beginselverklaring van de Orde van harte kunnen onderschrijven.
Enkele keren per jaar organiseert de loge een open avond voor belangstellenden. Er zijn geen beperkingen voor lidmaatschap. Wel zijn de Leidse loges gescheiden. In Leiden zijn er twee voor mannen en een gemengde voor mannen en vrouwen.

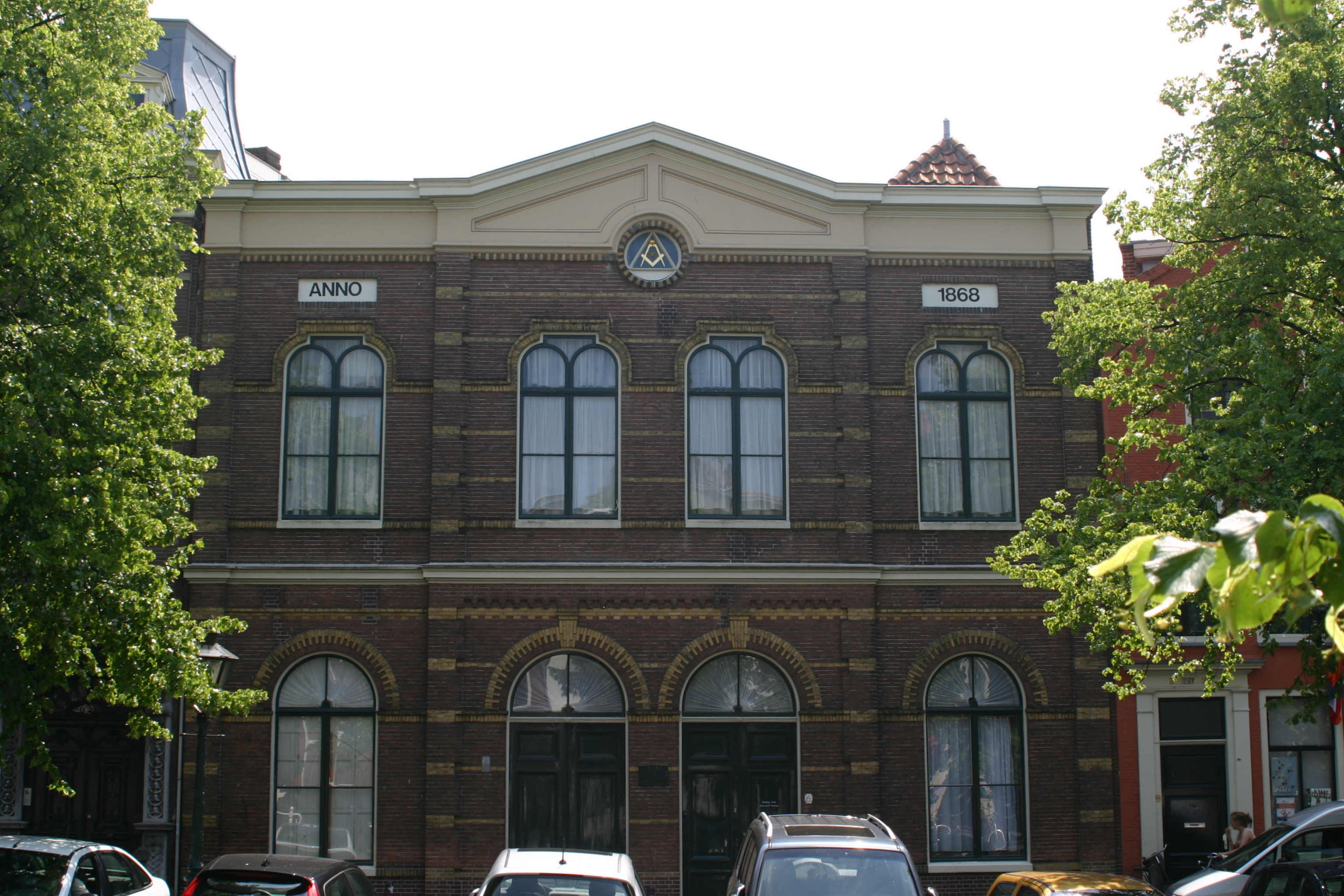
Het logegebouw
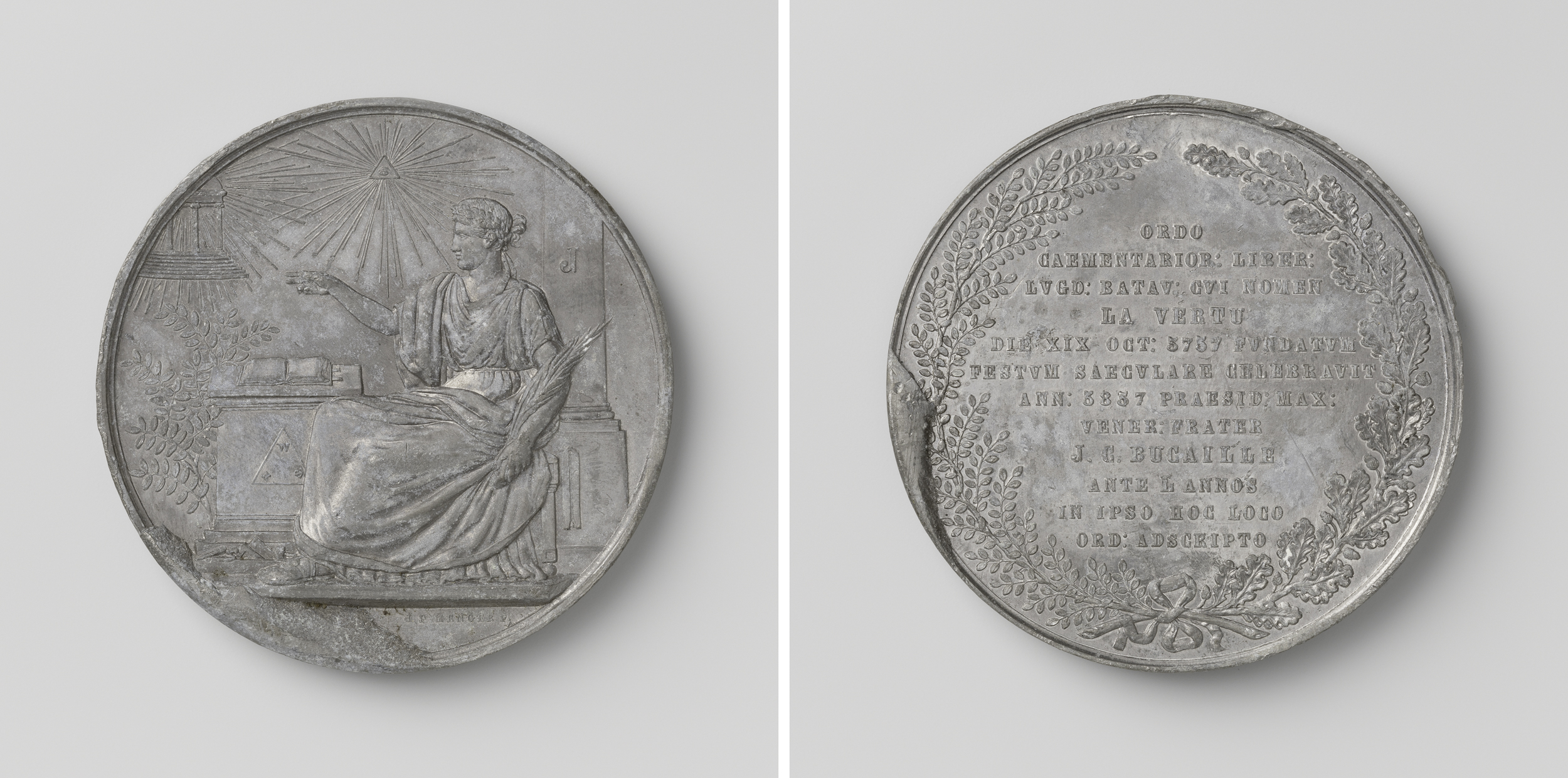
Herdenkingspenning 1857
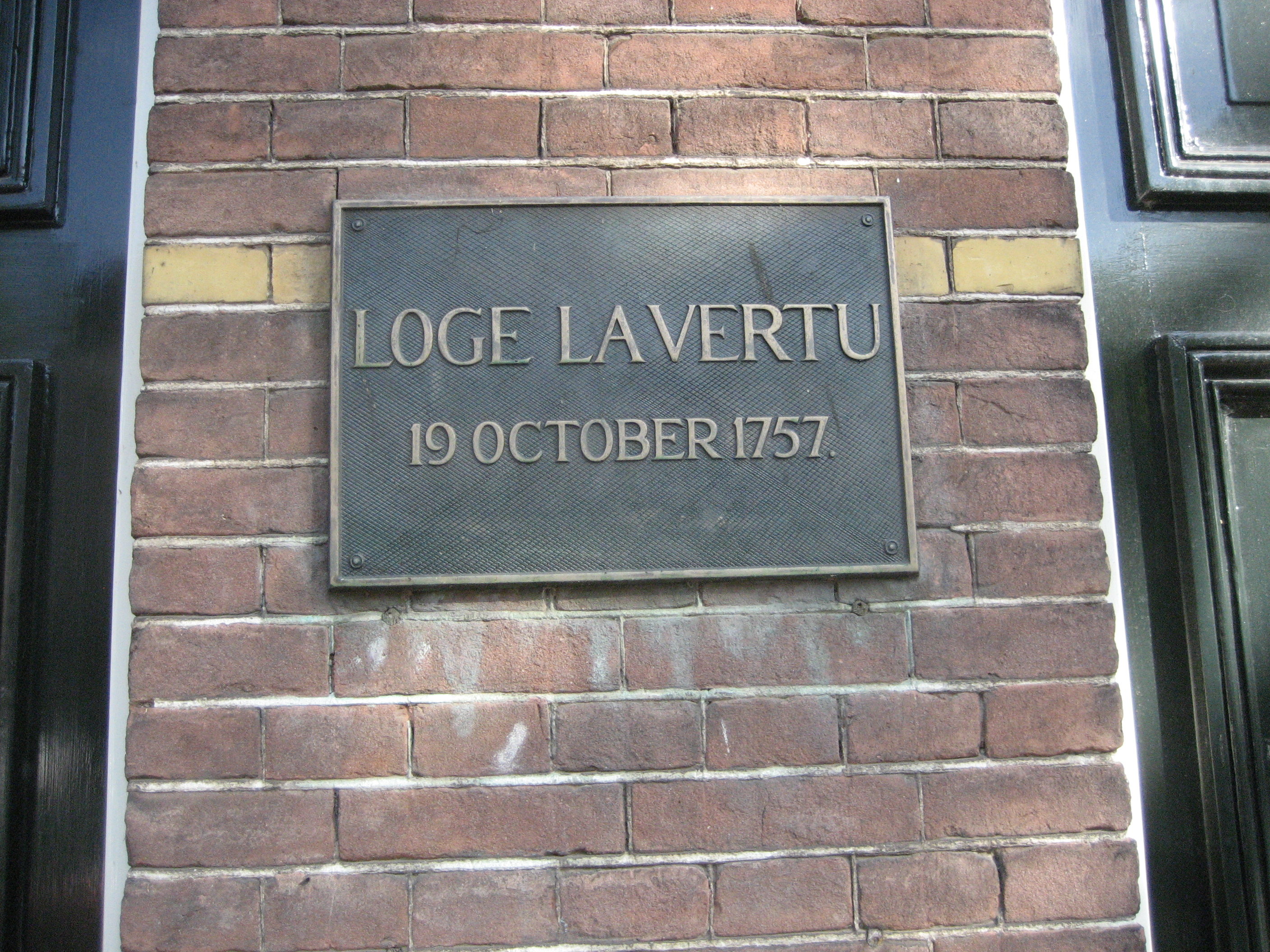
Plaquette